# Sphinctospermum
Sphinctospermum es un género monotípico de plantas con flores perteneciente a la familia Fabaceae. Su única especie:  Sphinctospermum constrictum, es originaria de Norteamérica en Estados Unidos y México.

## Sinonimia
- Tephrosia constricta S.Watson